# Zentralverband der Zivilmusiker Deutschlands
Der Zentralverband der Zivilmusiker Deutschlands wurde 1902 gegründet. Die freie Gewerkschaft organisierte Musiker im Deutschen Kaiserreich, die nicht in Militärkapellen arbeiten.

## Geschichte
Auf einem Kongress in Berlin im November 1901 wurde beschlossen, einen Verband für Zivilmusiker zu gründen. Seit Beginn im Jahre 1902 war der Sitz in Hamburg. Der Verband sah sich in Abgrenzung zum Allgemeinem Deutschen Musiker-Verband, der vor allem Musiker in Militärkapellen organisierte.
Der Verband war Mitglied in der Generalkommission der Gewerkschaften Deutschlands. 
Nach dem Ersten Weltkrieg fusionierte die Gewerkschaft mit dem Allgemeinem Deutschen Musiker-Verband. Zum 1. Juli 1919 wurde der Deutsche Musiker-Verband gegründet.